# Ford Mondeo IV
La Ford Mondeo IV (oppure Mondeo MkIV o Mk4; nome in codice CD391) è la quarta generazione della Ford Mondeo, un'autovettura di segmento D prodotta dalla filiale europea della casa automobilistica statunitense Ford dal 2014 all'aprile 2022.

## Storia

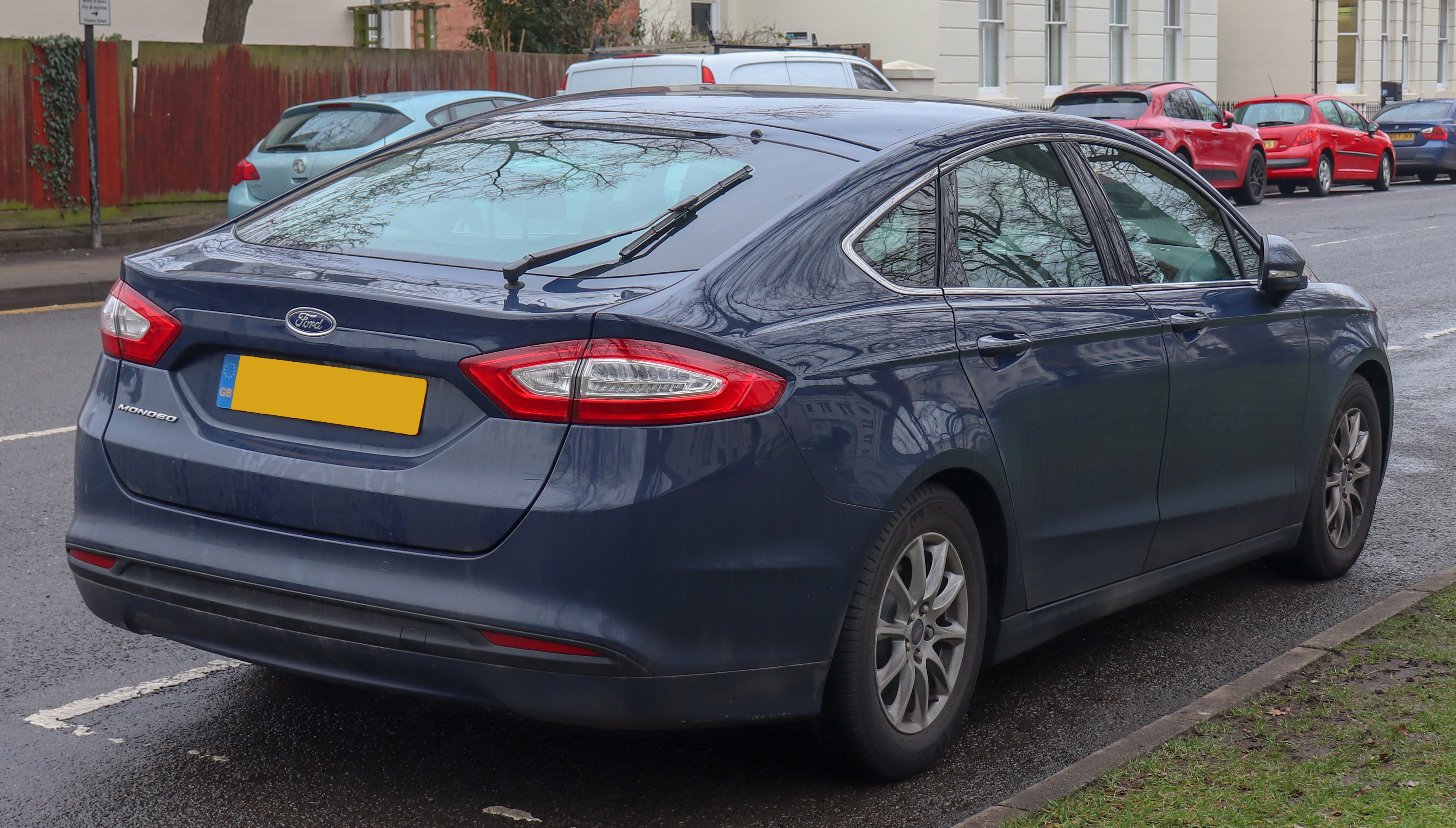
Mondeo a 5 porte

Presentata al North American International Auto Show nel gennaio 2012 a Detroit, la quarta generazione della Mondeo è stata commercializzata in Europa a partire dall'autunno del 2014. È in gran parte identica alla Ford Fusion venduta negli Stati Uniti a partire dal 2012. Il ritardo nella commercializzazione in Europa è dovuto alla chiusura del vecchio stabilimento di Genk in Belgio e la conseguente apertura della nuova fabbrica di Valencia in Spagna. La Mondeo quarta serie è stata prodotta inoltre da febbraio 2015 anche nello stabilimento di Vsevoložsk in Russia, presso San Pietroburgo.
Per la prima volta su una Ford Mondeo è disponibile la trazione a quattro ruote motrici, che può essere combinata anche con i motori Diesel e le trasmissioni automatiche. Novità di questa generazione di Mondeo sono anche i fari a LED e le cinture di sicurezza con possibilità di avere integrato in essa un airbag.

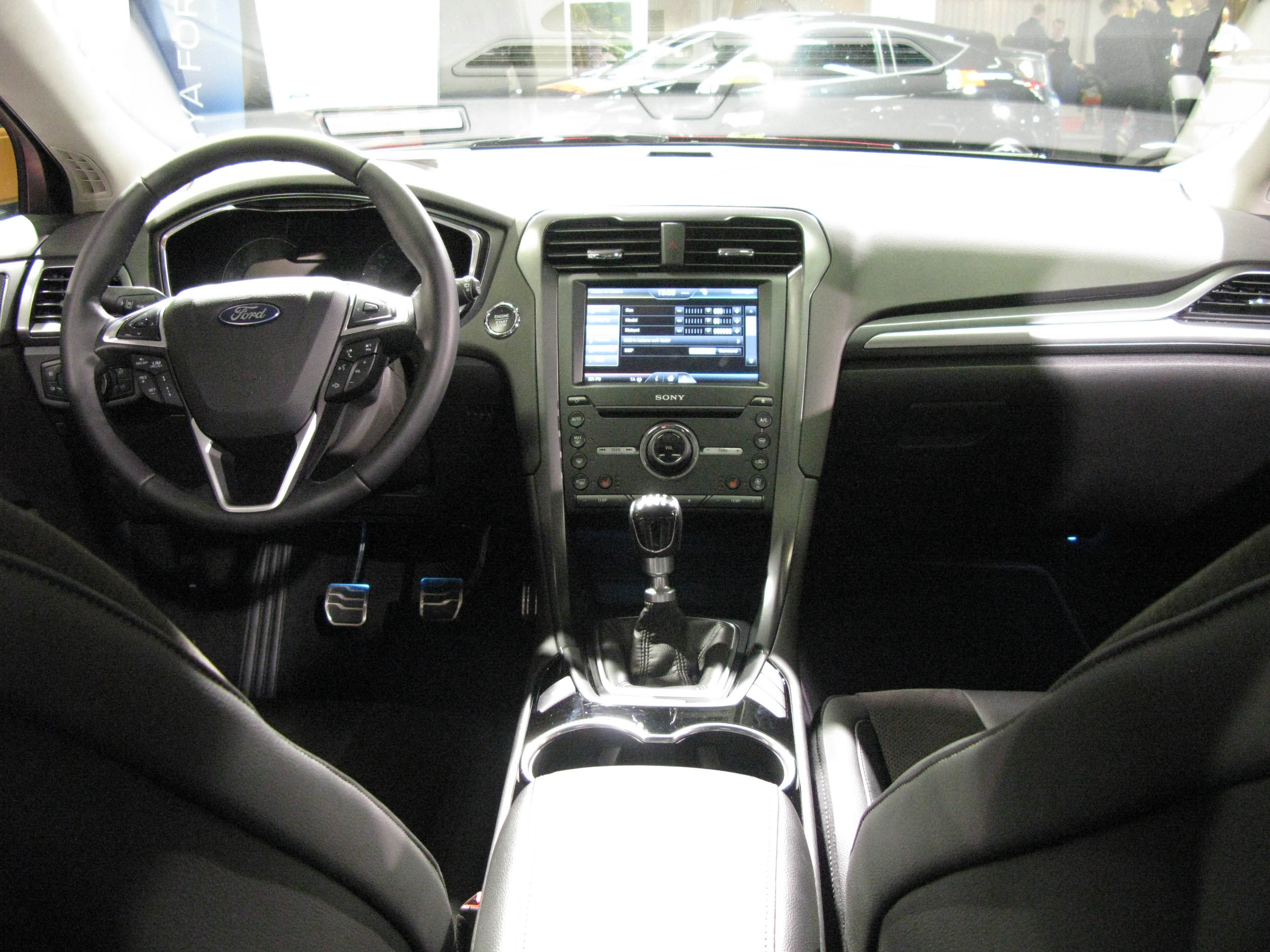
Interni

Le motorizzazioni adottate per quanto riguarda i benzina sono le seguenti: il tre cilindri di 998 cm³ da 125 CV, il quattro cilindri da 1499 cm³ con 160 CV e il quattro cilindri da 1999 cm³ con 203 CV, 240 CV e 187 CV, quest'ultimo in versione ibrida. I Diesel, tutti a quattro cilindri, sono i seguenti: 1560 cm³ da 115 CV (prodotti fino a maggio 2015), 1499 cm³ da 120 CV (a partire da maggio 2015), 1997 cm³ nei tre allestimenti di potenza da 150 CV, 180 CV e 210 CV. Le prime due varianti del 1997 cm³ sono ordinabili anche con trazione integrale, abbinata al cambio automatico sulla versione da 180 CV. Tutti i motori sono forniti con un cambio manuale a sei marce o un sei marce automatico.

## Evoluzione

### Mondeo Vignale

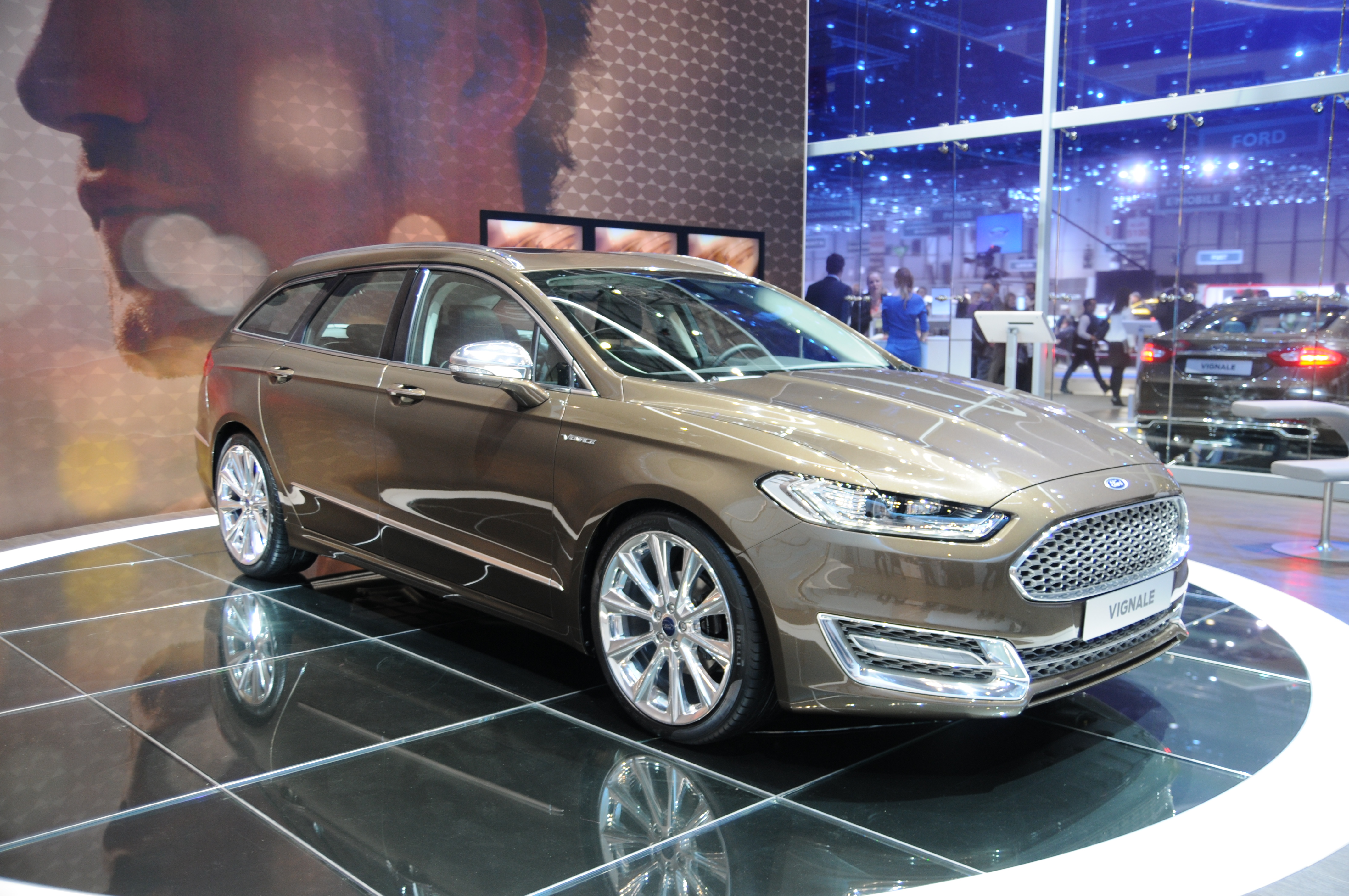
Ford Mondeo Wagon Vignale

Dal settembre 2015 viene presentata una Mondeo con rifiniture di lusso chiamata Mondeo Vignale disponibile anche in versione station wagon.
La gamma motori comprende due motori 2.0 litri EcoBoost e un motore turbodiesel da 2.0 litri. La versione Vignale è disponibile anche con motorizzazione ibrida.
La motorizzazione ibrida utilizza il sistema HSD Toyota di terza generazione fornito in licenza a Ford con la differenza che qui viene utilizzata una batteria al litio da 1,4 KW al posto della classica batteria NiMh utilizzata sui modelli Toyota. Il motore termico invece è un'unita di origine Mazda, sempre a ciclo Atkinson come sui modelli Toyota, di 2.0 litri e 140 CV di potenza che uniti alla componente ibrida portano la potenza massima a 187 CV.
La dotazione di serie comprende proiettori a LED, varie parti cromate e cerchi in lega da 19 pollici opzionali. Inoltre, la calandra ha una struttura esagonale cromata con trama a nido d'ape distintiva rispetto alle altre versioni.
All'interno, ci sono sedili e finiture in pelle. Inoltre, è presente un sistema surround con dodici altoparlanti gestiti da un sistema della Sony e un sistema di riduzione attiva del rumore in abitacolo.

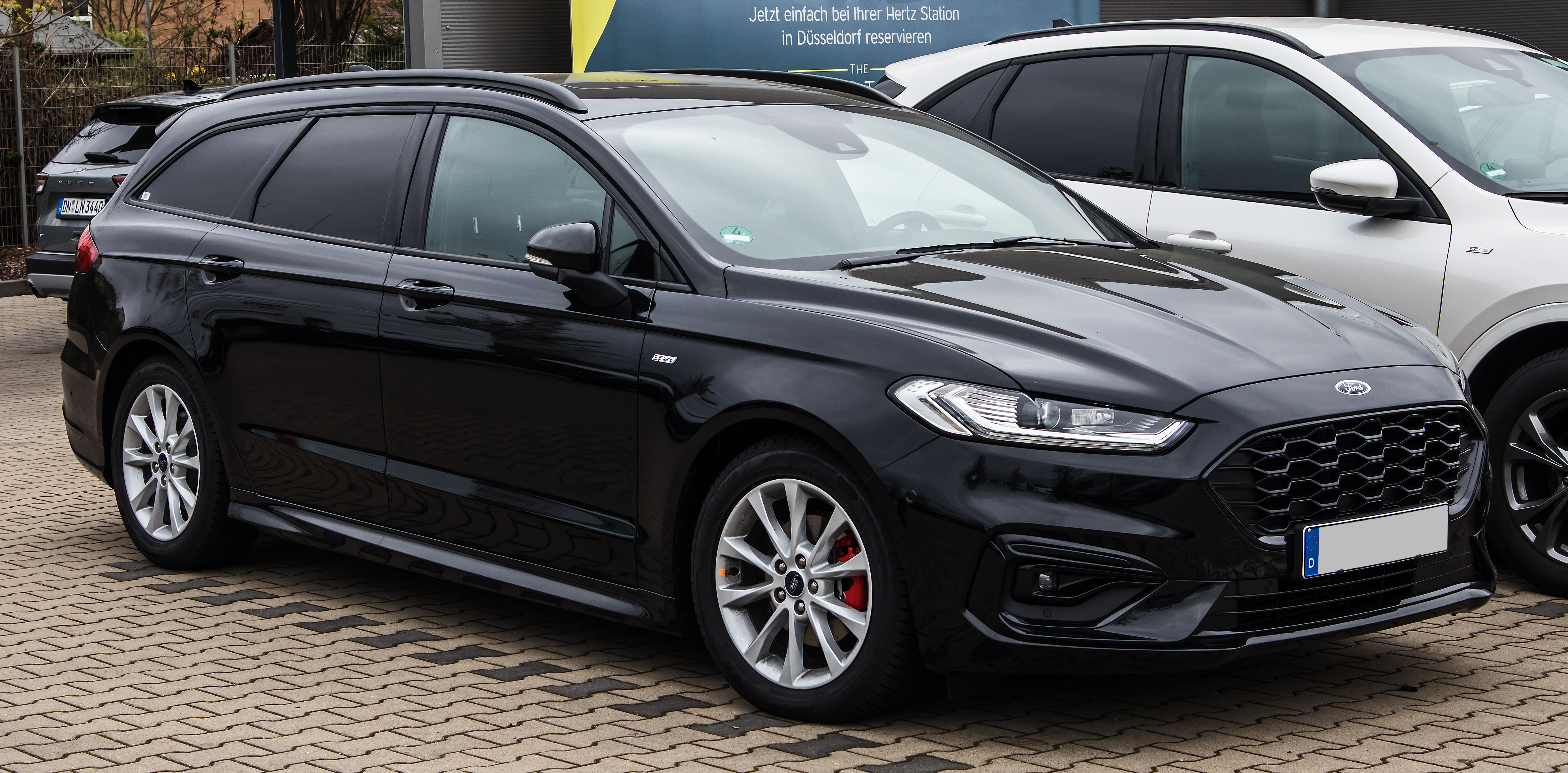
Mondeo SW Restyling

### Restyling 2019
Ad inizio 2019 viene sottoposta a un leggero restyling che interessa maggiormente la carrozzeria e l'estetica.
Presentata il 18 gennaio 2019 al Motor Show di Bruxelles in Belgio, il restyling si caratterizza per un paraurti anteriore rivisto, nuova calandra e presa d'aria inferiore. A seconda dell'allestimento, cambiando gli inserti della griglia e design dei cerchi in lega. Al posteriore c'è un barra cromata che collega e divide in due la coppia di fanali. Con l'aggiornamento arriva un nuovo cambio automatico sequenziale a 8 velocità sviluppato internamente dall'azienda, noto internamente come 8F40 ed è dotata di controllo automatico della velocità adattivo con funzionalità di sistema start-stop, nonché di un sistema di lettura dei segnali stradali. Ford ha eliminato le motorizzazioni a benzina dalla gamma, lasciando solo il modello completamente ibrido e i motori EcoBlue da 150 CV (110 kW), 190 CV (140 kW) e 210 CV (150 kW).
La produzione della Mondeo si è conclusa in Europa il 4 aprile 2022 senza eredi, poiché le vendite sono diminuite a favore di SUV e crossover.

## Motorizzazioni
| Modello             | Disponibilità        | Motore  | Cilindrata (cm³) | Potenza         | Coppia max (Nm) | Emissioni CO2 (g/km) | 0–100 km/h (secondi) | Velocità max (km/h) | Consumo medio (km/l) |
| 1.5 EcoBoost 160 CV | dall'esordio         | Benzina | 1498             | 118 kW (160 CV) | 240             | 134                  | 9,2                  | 222                 | 16,5                 |
| 2.0 EcoBoost 203 CV | dall'esordio         | Benzina | 1999             | 149 kW (203 CV) | 345             | 169                  | 8,7                  | 232                 | 13                   |
| 2.0 EcoBoost 240 CV | dall'esordio         | Benzina | 1999             | 177 kW (240 CV) | 345             | 169                  | 7,9                  | 240                 | 13                   |
| 1.5 TDCi 120 CV     | dal 2015             | Diesel  | 1499             | 88 kW (120 CV)  | 270             | 104                  | 11,3                 | 184                 | 24,1                 |
| 1.6 TDCi 115 CV     | dall'esordio al 2015 | Diesel  | 1560             | 85 kW (116 CV)  | 270             | 94                   | 12,3                 | 187                 | 27,3                 |
| 2.0 TDCi 150 CV     | dall'esordio         | Diesel  | 1997             | 110 kW (150 CV) | 350             | 115                  | 9,3                  | 215                 | 22,2                 |
| 2.0 TDCi 180 CV     | dall'esordio         | Diesel  | 1997             | 132 kW (180 CV) | 400             | 115                  | 8,3                  | 225                 | 22,2                 |
| 2.0 TDCi Bi Turbo   | dal 2015             | Diesel  | 1997             | 154 kW (210 CV) | 450             | 124                  | 7.9                  | 233                 | 20,4                 |